# Górawino (gromada)
Górawino (w 1961 Gorawino) – dawna gromada, czyli najmniejsza jednostka podziału terytorialnego Polskiej Rzeczypospolitej Ludowej w latach 1954–1972.
Gromady, z gromadzkimi radami narodowymi (GRN) jako organami władzy najniższego stopnia na wsi, funkcjonowały od reformy reorganizującej administrację wiejską przeprowadzonej jesienią 1954 do momentu ich zniesienia z dniem 1 stycznia 1973, tym samym wypierając organizację gminną w latach 1954–1972.
Gromadę Górawino z siedzibą GRN w Górawinie (w obecnym brzmieniu Gorawino) utworzono – jako jedną z 8759 gromad na obszarze Polski – w powiecie kołobrzeskim w woj. koszalińskim na mocy uchwały nr 43/54 WRN w Koszalinie z dnia 5 października 1954. W skład jednostki weszły obszary dotychczasowych gromad Górawino, Jarkowo i Petrykozy ze zniesionej gminy Siemyśl oraz obszar dotychczasowej gromady Drozdowo ze zniesionej gminy Rymań w tymże powiecie. Dla gromady ustalono 11 członków gromadzkiej rady narodowej.
1 stycznia 1958 do gromady Górawino włączono wieś Kinowo ze zniesionej gromady Starnin w tymże powiecie.
31 grudnia 1961 z gromady Gorawino wyłączono wieś Kinowo, włączając ją do gromady Rymań w tymże powiecie, po czym gromadę Górawino zniesiono, a jej (pozostały) obszar włączono do gromady Siemyśl tamże.